# 사우해

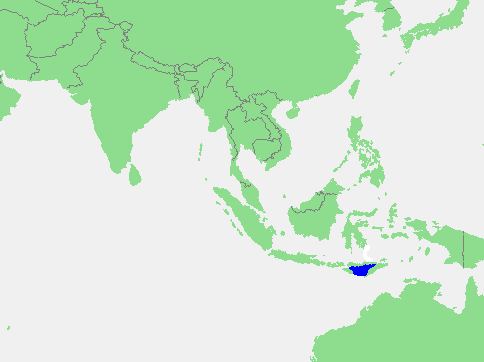
사우해

사우해(인도네시아어: Laut Sawu)는 인도네시아의 바다이다. 남쪽으로 사우섬과 라이주아섬, 동쪽으로 로트섬과 티모르섬, 북쪽과 북서쪽으로 플로레스섬과 알로르 제도, 북서쪽과 서쪽으로 숨바섬으로 둘러싸여 있다. 남쪽과 서쪽은 인도양, 북쪽은 플로레스해, 북동쪽은 반다해와 연결된다.